# Station Zopowy Równe
Station Zopowy Równe is een spoorwegstation in de Poolse plaats Zopowy.